# Parachelifer monroensis
Espèce
Parachelifer monroensis est une espèce de pseudoscorpions de la famille des Cheliferidae.

## Distribution
Cette espèce est endémique du Michigan aux États-Unis.

## Description
Le mâle holotype mesure 3,24 mm.

## Étymologie
Son nom d'espèce, composé de monro[e] et du suffixe latin -ensis, « qui vit dans, qui habite », lui a été donné en référence au lieu de sa découverte : le comté de Monroe.

## Publication originale
- Nelson, 1975 : A systematic study of Michigan Pseudoscorpionida (Arachnida). American Midland Naturalist, vol. 93, p. 257-301.